# Lycalopex sechurae
El zorro de Sechura (Lycalopex sechurae), llamado también zorro del desierto peruano, zorro sechurano, o lobo de la costa, Perro de monte de Sechura, es una especie del género Lycalopex y es el más pequeño de los zorros sudamericanos.
Fue descrito por Thomas en 1900 como Canis sechurae. Posteriormente fue trasladado al género Lycalopex . A mediados de la década de 2010 se podía encontrar escrito como Pseudalopex sechurae, sinónimo del nombre aceptado.

## Etimología
Lycalopex viene del griego lycos para lobo y alopex para zorro. El epíteto específico, sechurae, es una palabra latinizada de Sechura.

## Descripción
Este es un cánido de color pálido agutí y su cola presenta la punta negra.
El zorro de Sechura o zorro costeño es la especie más pequeña del género Lycalopex. Su color es mayormente grisáceo. La cabeza es pequeña, con las orejas relativamente largas y un hocico corto. El rostro es gris, con un anillo marrón rojizo alrededor de los ojos. Los miembros frontales (hasta los codos) y los miembros traseros (hasta los talones) son generalmente rojizos en color. La cola es relativamente larga, siendo más oscura hacia el extremo.

## Distribución
El rango principal de la especie se extiende desde el suroeste y sur del Ecuador, al sur, a través de las tierras bajas costeras del Perú, hasta el norte de Lima.

## Hábitat
Su hábitat suele limitarse a desiertos y bosques secos y áridos.

## Alimentación
Su dieta o alimentación solamente se basa en: semillas, insectos, roedores y pájaros.